# Dismutation
La dismutation est une réaction chimique dans laquelle une espèce joue à la fois le rôle d'oxydant et de réducteur : un atome ou un groupe fonctionnel, initialement présent avec un seul degré d'oxydation, se trouve après la réaction sous la forme de deux espèces, l'une oxydée et l'autre réduite.
La réaction d'oxydoréduction inverse s'appelle réaction de médiamutation, antidismutation, rétrodismutation, dédismutation voire amphotérisation redox (réaction entre deux espèces dans lesquelles un atome ou groupe fonctionnel était initialement présent à des degrés d'oxydation différents pour donner une espèce avec un seul degré d'oxydation pour cet élément). Ces réactions peuvent être prévues grâce à un diagramme de Frost ou la connaissance des potentiels des différents couples redox.

## Exemples
- Le dichlore réagit  avec l'ion hydroxyde pour former l'ion chlorure, l'ion chlorate et de l'eau selon la réaction :
3 Cl2 + 6 HO− → 5 Cl− + ClO3− + 3 H2O
Un atome de chlore est réduit en ion chlorure avec un nombre d’oxydation de -I. L’autre atome de chlore est oxydé en ion chlorate avec un nombre d’oxydation de +V.

- Dans des conditions de réaction différentes, le dichlore peut réagir avec l'ion hydroxyde pour former l'ion chlorure, l'ion hypochlorite et de l'eau selon la réaction :
Cl2 + 2 HO− →  Cl− + ClO− + H2O
Un atome de chlore est réduit en ion chlorure avec un nombre d’oxydation de -I. L’autre atome de chlore est oxydé en ion hypochlorite avec un nombre d’oxydation de +I. Le mélange équimolaire des ions chlorure et hypochlorite ainsi produit est connu sous le nom d'« eau de Javel ». La réaction de médiamutation est particulièrement dangereuse puisqu'elle libère du dichlore gazeux. Cela explique les précautions associées à l'emploi de l'eau de Javel.

- Le dibrome réagit avec l'ion hydroxyde pour former l'ion bromure, l'ion hypobromite (BrO−) et de l'eau selon la réaction :
Br2 + 2 HO− → Br− + BrO− + H2O

- Dans la réaction de Cannizzaro, un aldéhyde est transformé en alcool et en acide carboxylique. Dans la réaction de Tishchenko, le produit de l'oxydoréduction organique est l'ester correspondant. Dans le réarrangement de Kornblum-DeLaMare, un peroxyde est transformé en cétone et en alcool.

- L'anion superoxyde se dismute en peroxyde d'hydrogène et en dioxygène dans les milieux protiques selon la réaction :
2 O2− + 2 H2O → H2O2 + O2 + 2 HO−

- L'eau oxygénée se décompose sur elle-même, donnant du dioxygène et de l'eau selon la réaction :
2 H2O2 → O2 + 2 H2O

- Le monoxyde de carbone se dismute en dioxyde de carbone et en carbone graphite selon la réaction :
2 CO(g) → CO2(g) + C(graphite)

- L'ion thiosulfate se dismute en milieu acide selon la réaction :
S2O32− + 2 H+(aq) → S(s) + SO2(aq) + H2O(l)

## Réaction de Friedel
Les réactions de Friedel-Crafts sont des réactions chimiques de type substitution électrophile aromatique au cours desquelles un cycle benzénique est alkylé (substitution d'un atome d'hydrogène par un groupement alkyle) ou acylé (substitution d'un atome d'hydrogène par un groupement acyle).
Ces réactions ont été développées en 1877 par le chimiste français Charles Friedel et son partenaire américain James Crafts.